# Tazosy
Tazosy (zapis stylizowany: TAZOSy) – czwarty singel polskiego piosenkarza Dawida Podsiadły z jego czwartego albumu studyjnego, zatytułowanego Lata dwudzieste. Singel został wydany 4 maja 2023.
Kompozycja znalazła się na 4. miejscu listy OLiA, najczęściej odtwarzanych utworów w polskich rozgłośniach radiowych. Nagranie otrzymało w Polsce status podwójnie platynowego singla, przekraczając liczbę 100 tysięcy sprzedanych kopii.

## Geneza utworu i historia wydania
Utwór został napisany i skomponowany przez Dawida Podsiadło i Jakuba Galińskiego, który również odpowiada za produkcję piosenki.
Singel został umieszczony na czwartym albumie studyjnym Podsiadły – Lata dwudzieste.

## „Tazosy” w stacjach radiowych
Nagranie było notowane na 4. miejscu w zestawieniu OLiA, najczęściej odtwarzanych utworów w polskich rozgłośniach radiowych.

## Notowania
| Kraj   | Lista (2022–23)          | Najwyższa pozycja |
| ------ | ------------------------ | ----------------- |
| Polska | Billboard Poland Songs   | 5                 |
| Polska | OLiS – single w streamie | 29                |

| Kraj   | Lista (2023)                   | Najwyższa pozycja |
| ------ | ------------------------------ | ----------------- |
| Polska | OLiS – oficjalna lista airplay | 4                 |

| Kraj   | Lista (2023)                   | Pozycja |
| ------ | ------------------------------ | ------- |
| Polska | OLiS – oficjalna lista airplay | 25      |

## Certyfikaty
| Kraj          | Certyfikat         | Sprzedaż |
| ------------- | ------------------ | -------- |
| Polska (ZPAV) | 2× platynowa płyta | 100 000+ |

## Wyróżnienia
| Rok  | Konkurs                  | Kategoria                   | Rezultat    |
| ---- | ------------------------ | --------------------------- | ----------- |
| 2023 | Gorąca 100               | 100 największych hitów 2023 | 44. miejsce |
| 2023 | Przebój roku RMF FM 2023 | Przebój roku                | 43. miejsce |